# Южно-Американская плита

Литосферные плиты. Южно-Американская плита плита показана сиреневым цветом.

Южно-Американская плита — литосферная плита, содержащая континент Южная Америка и Юго-Западную часть Атлантического океана. Западная граница плиты в основном представлена протяженной зоной субдукции, в которой поглощается океаническая кора Тихоокеанской плиты. Восточная граница плиты проходит по Срединно-Атлантическому хребту. На юге трансформными разломами она граничит с плитой Скоша. На севере имеет сложные взаимоотношения[неизвестный термин] с Карибской плитой.
Плита образовалась в результате раскола Гондваны в конце мелового периода.